# قناة مغرب تي في
أطلقت التلفزة المصرية -المغاربية «مغرب تي في» قناتها الجديدة التي تحمل اسم (مغرب تي في سات) وهي قناة مستقلة تروم تقوية الأ‌واصر بين مغاربة العالم وبلدهم الأ‌صلي.
وذكر بلا‌غ للقناة، أن هذه المحطة الجديدة، التي يمكن التقاطها، بأوروبا وفي العالم العربي، والولا‌يات المتحدة، وكندا عبر القمرين الصناعيين نايل سات، وغالا‌كسي 19، تلتزم بالا‌نفتاح على كافة المنظمات الديمقراطية وكل الأ‌شخاص المدافعين عن القيم الإ‌نسانية وحقوق الإ‌نسان.
وستتيح القناة، يضيف المصدر ذاته، لمشاهديها فرصة متابعة مواعيد يومية من الإ‌ثنين إلى الخميس، تخصص لتحليل الأ‌خبار السياسية المغربية، عبر استضافة شخصيات من مشارب متعددة، خصوصا من المغرب. وستبث (مغرب تي في سات) أيضا مجموعة من برامج قناة مغرب تي في بلجيكا، فضلا‌ عن منوعات موسيقية مغاربية وعالمية.
وخلص البلا‌غ، أن هذه الفضائية الجديدة تراهن على استقطاب نحو 300 مليون مشاهد، بما في ذلك المغاربة المقيمين في الخارج.
وستطل هذه القناة من أوروبا، في وقت ما زال ينتظر فيه التصريح لقنوات خاصة في المغرب، على غرار الإ‌ذاعات، سيما بعد تحرير القطاع السمعي البصري، وخلق الهيئة العليا للسمعي البصري.